# Czawdar Jankow
Czawdar Jankow (ur. 29 marca 1984 roku w Sofii), bułgarski piłkarz, występujący na pozycji środkowego pomocnika w Slawii Sofia.

## Kariera piłkarska

### Kariera klubowa
Jest wychowankiem Slawii Sofia, w której barwach grał do dwudziestego pierwszego roku życia. Latem 2005 roku został wypożyczony do zespołu z niemieckiej Bundesligi Hannover 96. W ciągu dwu sezonów wywalczył miejsce w podstawowym składzie (w tym czasie rozegrał pięćdziesiąt meczów ligowych) i w sierpniu 2007 roku działacze klubu postanowili sfinalizować jego transfer.
Latem 2007 roku był bohaterem skandalu, o którym pisały szeroko media bułgarskie. 15 sierpnia został przez niemiecką policję przyłapany na jeździe po pijanemu. W efekcie został ukarany grzywną i stracił prawo jazdy na dziewięć miesięcy.
W sezonie 2009/2010 Jankow został wypożyczony do MSV Duisburg. W styczniu 2010 podpisał 2,5-letni kontrakt z ukraińskim klubem Metałurh Donieck
W sierpniu 2010 został wypożyczony do FK Rostów, w którym występował do końca 2011 roku Po zakończeniu sezonu 2011/12 opuścił doniecki klub.

## Kariera reprezentacyjna
W reprezentacji Bułgarii zadebiutował 18 sierpnia 2004 roku w towarzyskim spotkaniu z Irlandią (1:1). Od początku selekcjonerskiej kadencji Christo Stoiczkowa jest regularnie powoływany do kadry, również przez jego następców. W eliminacjach do Euro 2008 o miejsce na środku pomocy rywalizuje z o dziesięć lat starszym Radostinem Kisziszewem.